# 班堡的乌特雷德

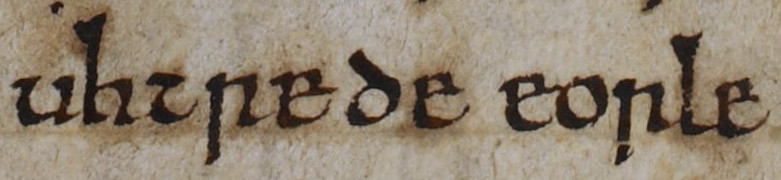
大英图书馆收藏的手稿Cotton MS Tiberius B I（即《盎格鲁-撒克逊编年史》C版）第153页r页上出现的诺森布里亚郡长乌特雷德的名字为：“Uhtrede eorle”（乌特雷德伯爵）。

班堡的乌特雷德（英語：Uhtred of Bamburgh，有时拼作Uchtred；—约1016年），又称大胆乌特雷德（Uhtred the Bold），是一位班堡（贝班堡）统治者，并在1006年—1016年担任诺森布里亚郡长。他是班堡统治者瓦尔塞夫一世的儿子，他们所属的埃德伍尔夫家族在此地区统治1个多世纪。乌特雷德死于暗杀，《达勒姆围城记》记录了这件事，并被其描述为一场血仇的开端。为避免与班堡的埃德伍尔夫一世之子乌特雷德混淆，历史上称他为“大胆乌特雷德”。
英国作家伯纳德·康威尔在得知自己是班堡的乌特雷德的后裔后，受到启发，创作出系列历史小说《撒克逊故事》，其主人公“贝班堡的乌特雷德”以班堡的乌特雷德为原型。